# Zapowiedź tajemnicy
Zapowiedź tajemnicy – album kompilacyjny zawierający instrumentalne nagrania radiowe gitarzysty Janusza Popławskiego z lat 1977–1983. Wydany nakładem wydawnictwa Gad Records.
Antologia przypominająca mniej znany okres twórczy Janusza Popławskiego, który po rozwiązaniu Niebiesko-Czarnych w 1976 roku, kontynuował działalność muzyczną (nagraniową, koncertową, a także edukacyjną o charakterze popularyzatorskim). 
Przełom lat 70. i 80. to czas, w którym gitarzysta współpracował z zespołami Bumerang, a następnie Flash Band, z którymi nagrał muzykę z pogranicza funky, fusion i easy listening. To także pierwsze w Polsce eksperymenty muzyka z syntezatorami gitarowymi i muzyką elektroniczną, wykonaną bez użycia klawiatur. 
Album zawiera nagrania wcześniej niepublikowane – jedynie utwór pt. Nie ma sprawy w rytmie funky ukazał się w latach 70. XX wieku w Wielkiej Brytanii jako library music pt. Whisky Sour.

## Lista utworów[1][2]
1. „Przybycie Avatara” – 2:57
2. „Dźwiękowe maniery” – 5:16
3. „Krótka fala na Zatoce Gdańskiej” – 4:49
4. „I znów się śni wiśniowy sad” – 3:24
5. „Scherzo” – 4:18
6. „Nie ma sprawy w rytmie funky (Whisky Sour)” – 4:00
7. „Spacer pterodaktyla” – 4:10
8. „Promienie i cienie” – 4:09
9. „Odpływająca rzeka” – 4:25
10. „Zapowiedź tajemnicy” – 3:20
11. „Miałam ładny ślub” (bonus) – 4:00
12. „Czekanie, spełnienie” (bonus) – 3:08
13. „Druga medytacja” (bonus) – 5:40

- Muzyka: Janusz Popławski

## Twórcy[1][2]
- Janusz Popławski – gitara, syntezator gitarowy (Arp Avatar)
- Bumerang (4, 6)

- Flash Band (2, 5, 8, 9, 11-13)

## Opracowanie[1]
- Michał Wilczyński – produkcja antologii
- Łukasz Hernik – współproducent, projekt graficzny
- Anna Piontek – redakcja
- Leopold Dzikowski, archiwum Krystyny Popławskiej (okładka), Jerzy Płoński, Marek Karewicz – zdjęcia
- Przemysław Pomarański – obróbka zdjęć
- Marcin Jacobson – notka